# Bolundsfjärden
Bolundsfjärden är en sjö i Östhammars kommun i Uppland och ingår i Tämnarån-Forsmarksåns kustområde. Vid provfiske har bland annat abborre, björkna, gers och gädda fångats i sjön.

## Fisk
Vid provfiske har följande fisk fångats i sjön:
- Abborre
- Björkna
- Gärs
- Gädda
- Mört
- Ruda
- Sarv
- Sutare